# Pleasant Point
Pleasant Point – miasto w Nowej Zelandii, na Wyspie Południowej, w regionie Canterbury.